# Jęzory
Jęzory – grupa skał na Wyżynie Olkuskiej we wsi Sułoszowa w województwie małopolskim, w powiecie krakowskim, w gminie Sułoszowa. Znajdują się w prawym zboczu Dolinki za Piekarnią, tuż za budynkiem piekarni.
Jęzory to zwarta grupa skał wapiennych o wysokości dochodzącej do 20 m. Znajdują się w lesie, tuż nad dnem wąwozu. Mają ściany połogie, pionowe lub przewieszone i są w nich filary, kominy, okapy i zacięcia. Są obiektem wspinaczki skalnej. Wspinacze poprowadzili na nich 26 dróg wspinaczkowych o trudności od V+ do VI.4+ w skali polskiej. Prawie wszystkie mają zamontowane stałe punkty asekuracyjne – ringi (r) i stanowiska zjazdowe (st). Jest też 10 projektów.
W grupie Jęzorów wspinacze wyróżniają następujące skały (w kolejności od północy na południe): Zimne Płyty, Jęzory, Siata i Kanapa.

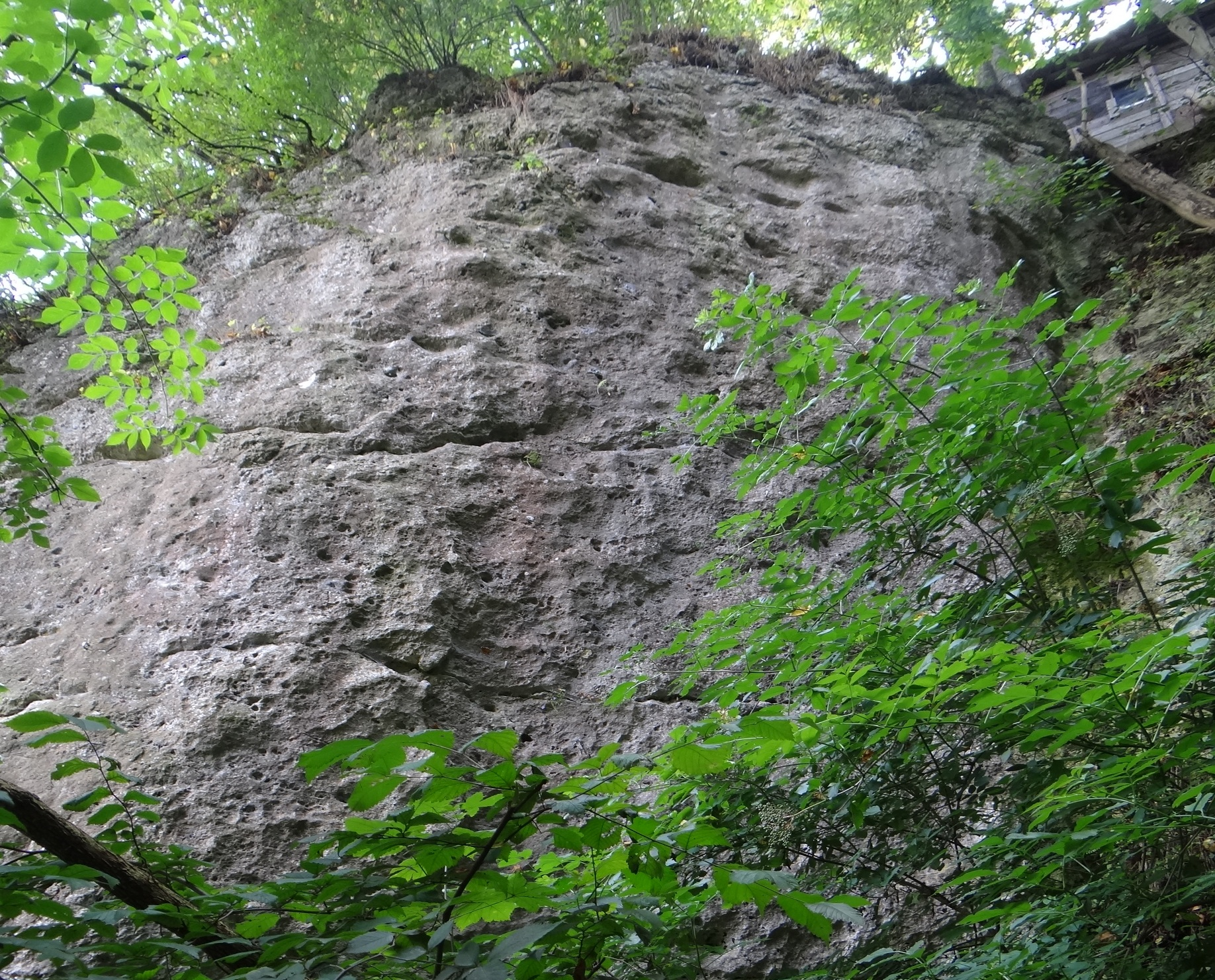
Zimne Płyty
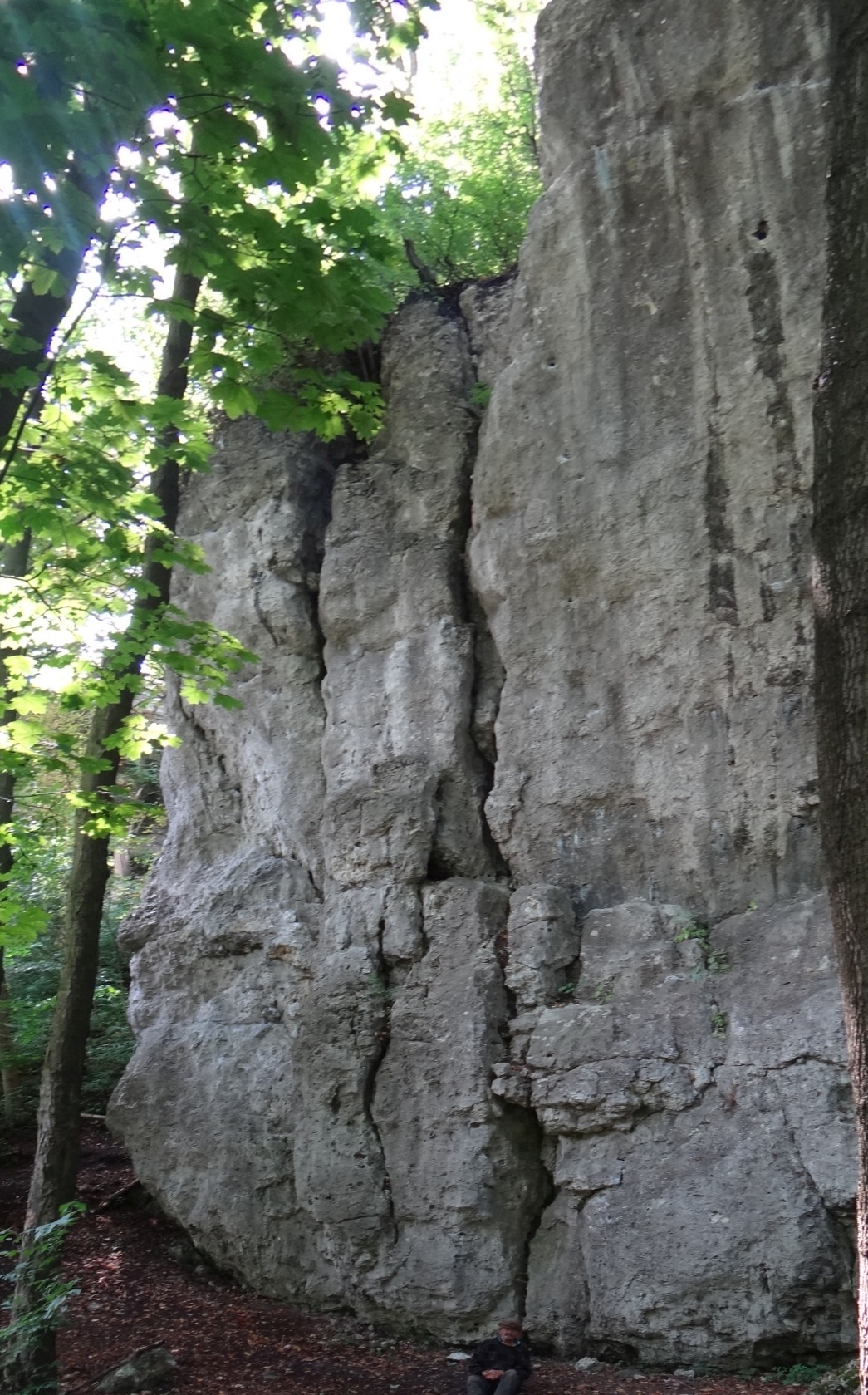
Jęzory
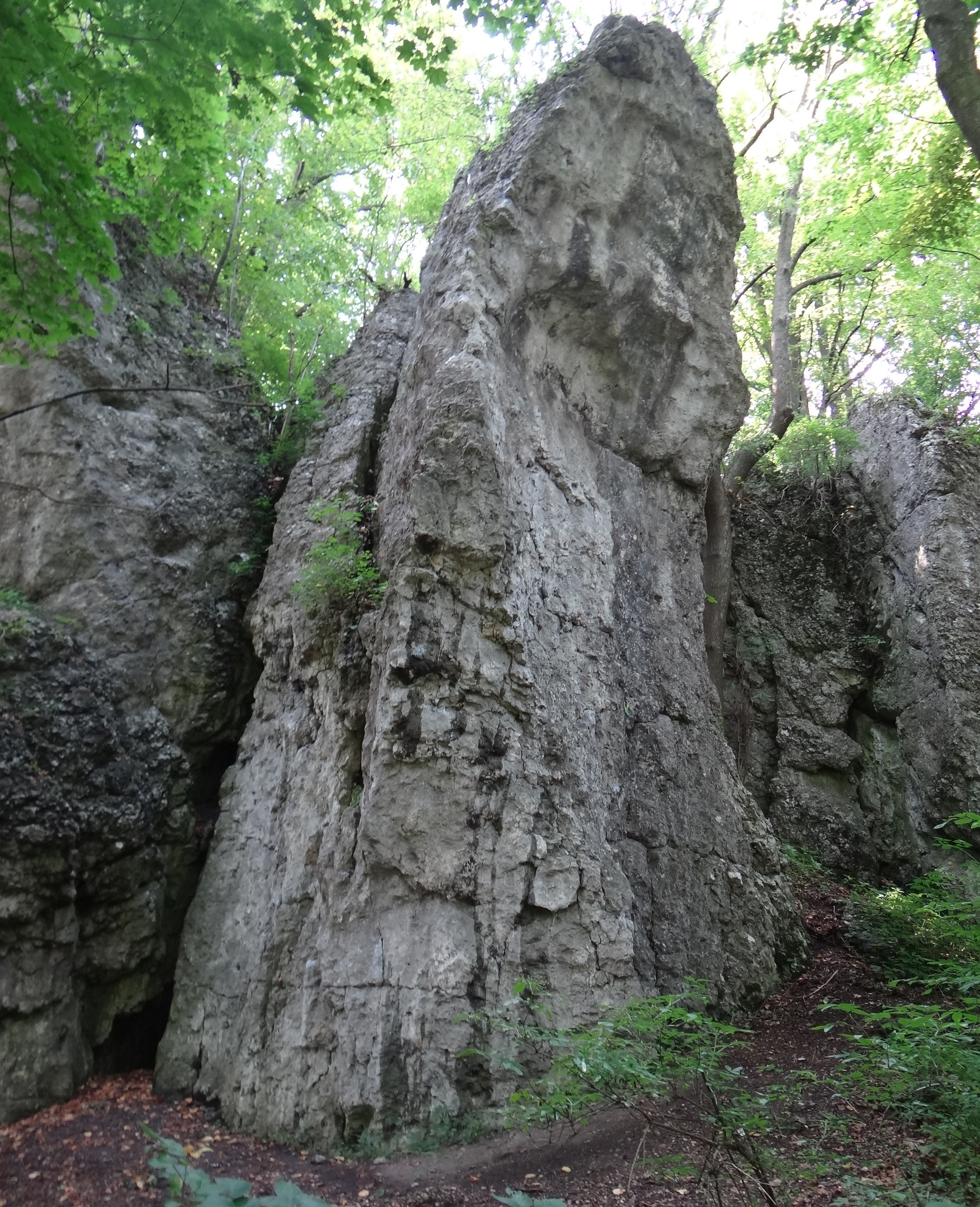
Jęzory
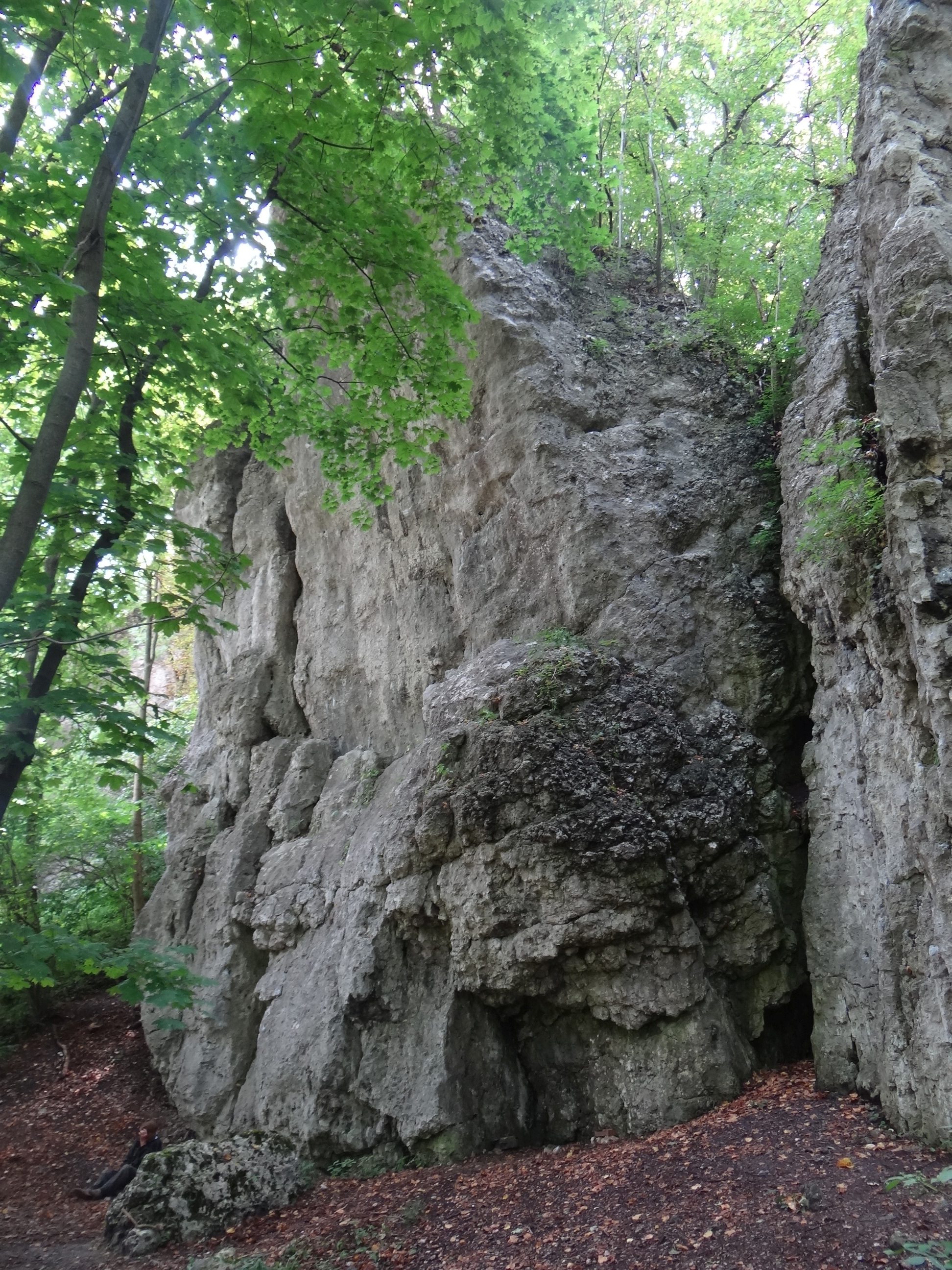
Jęzory
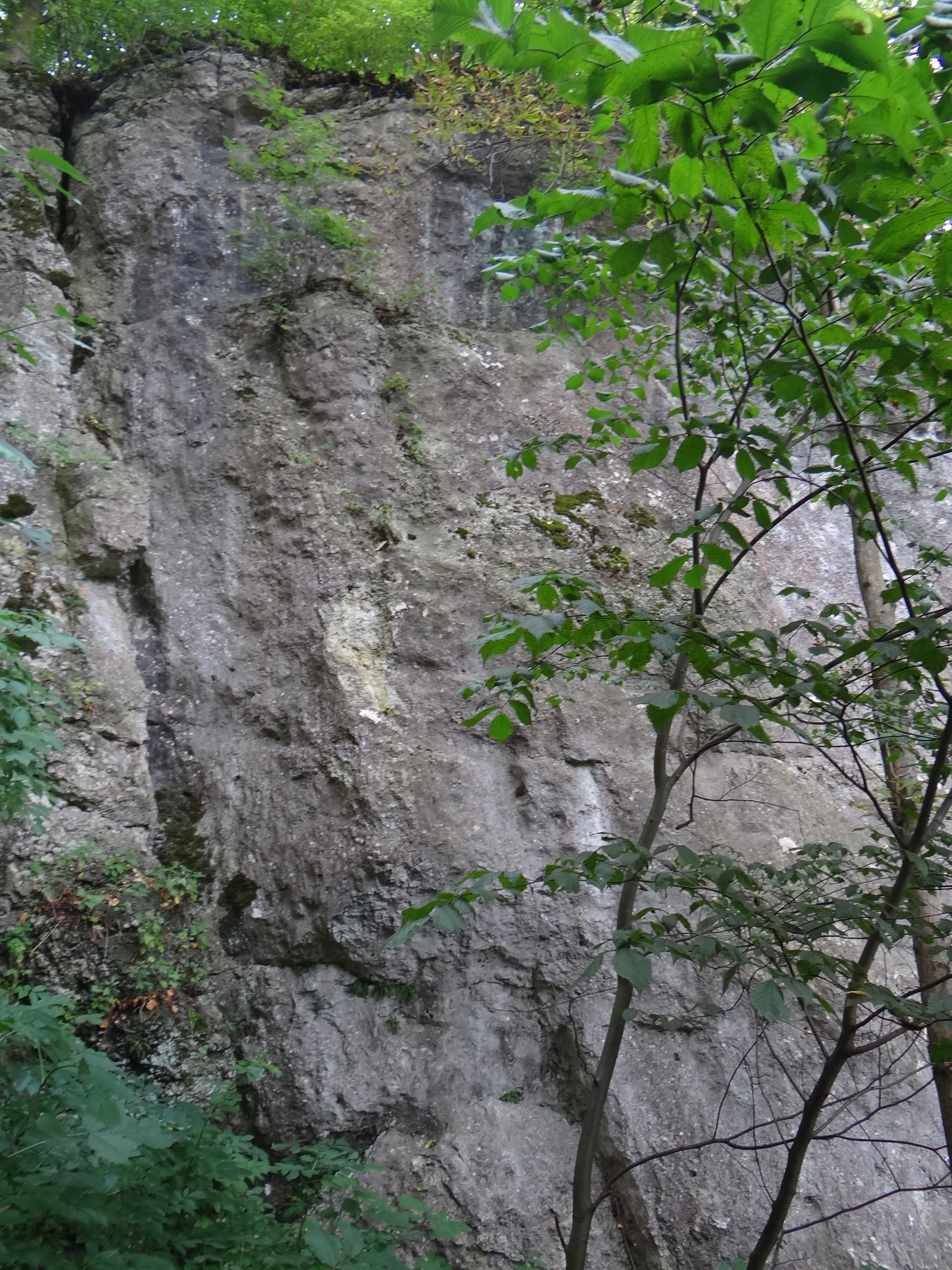
Jęzory
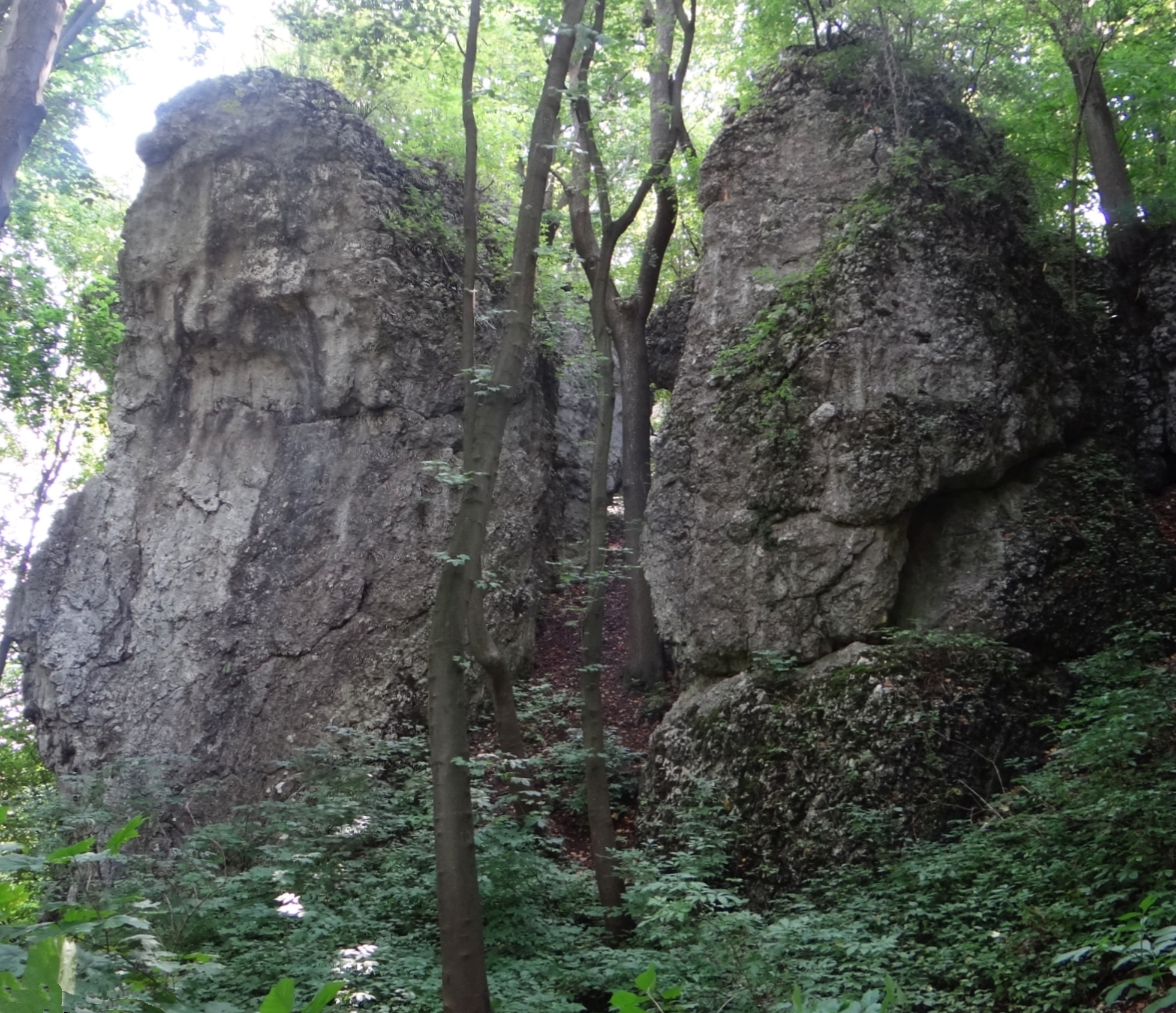
Jęzory i Siata
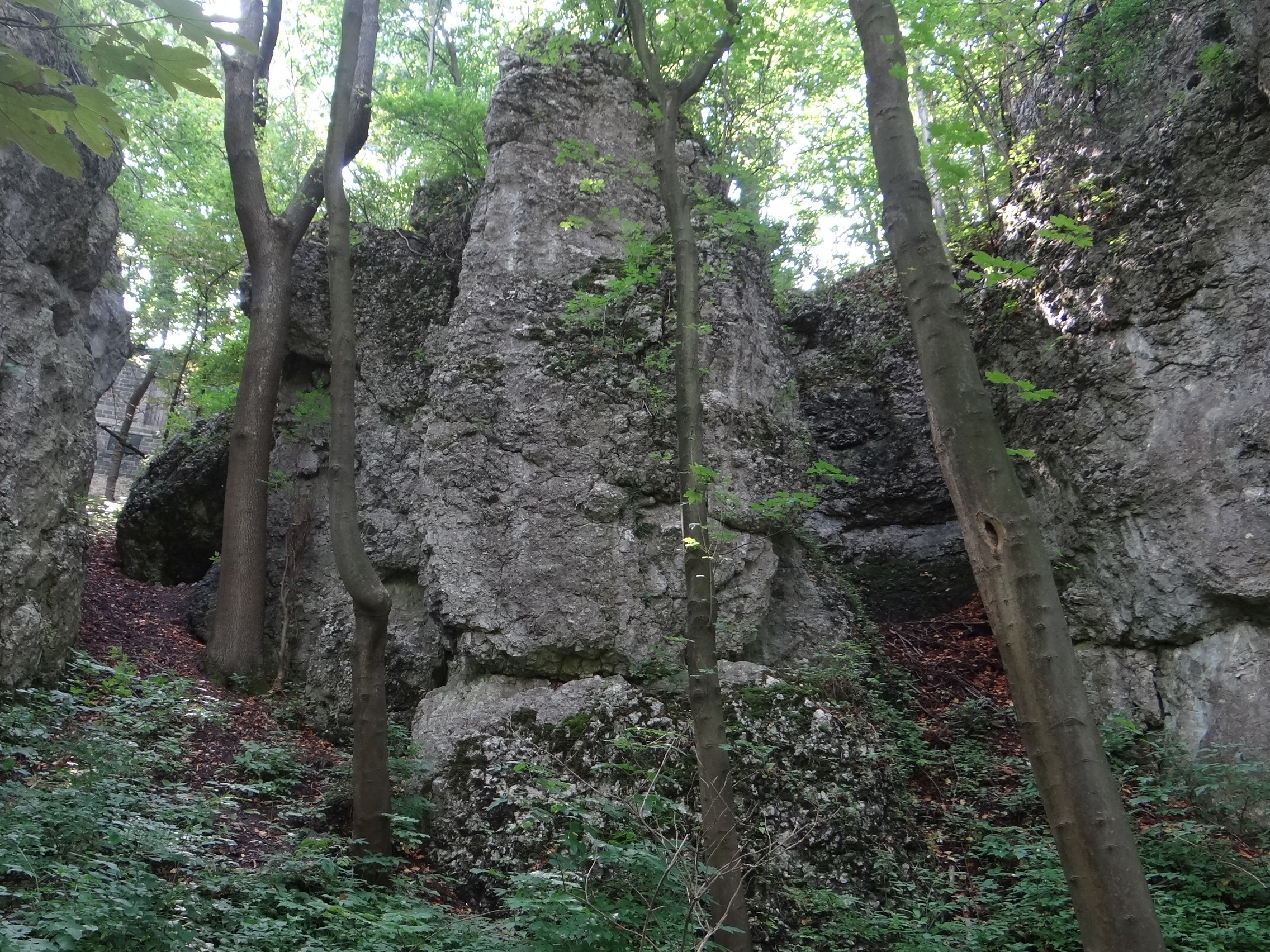
Siata
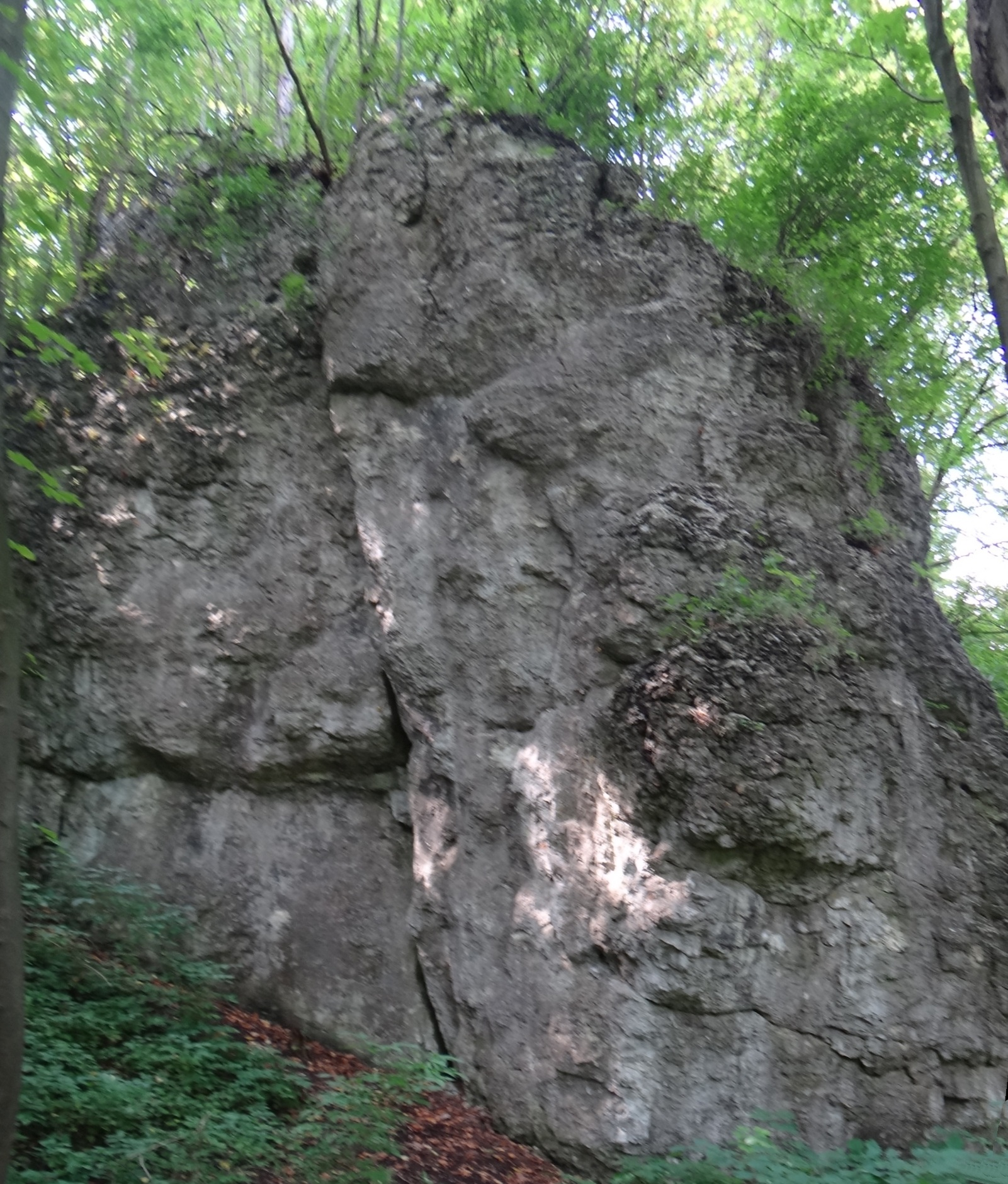
Kanapa
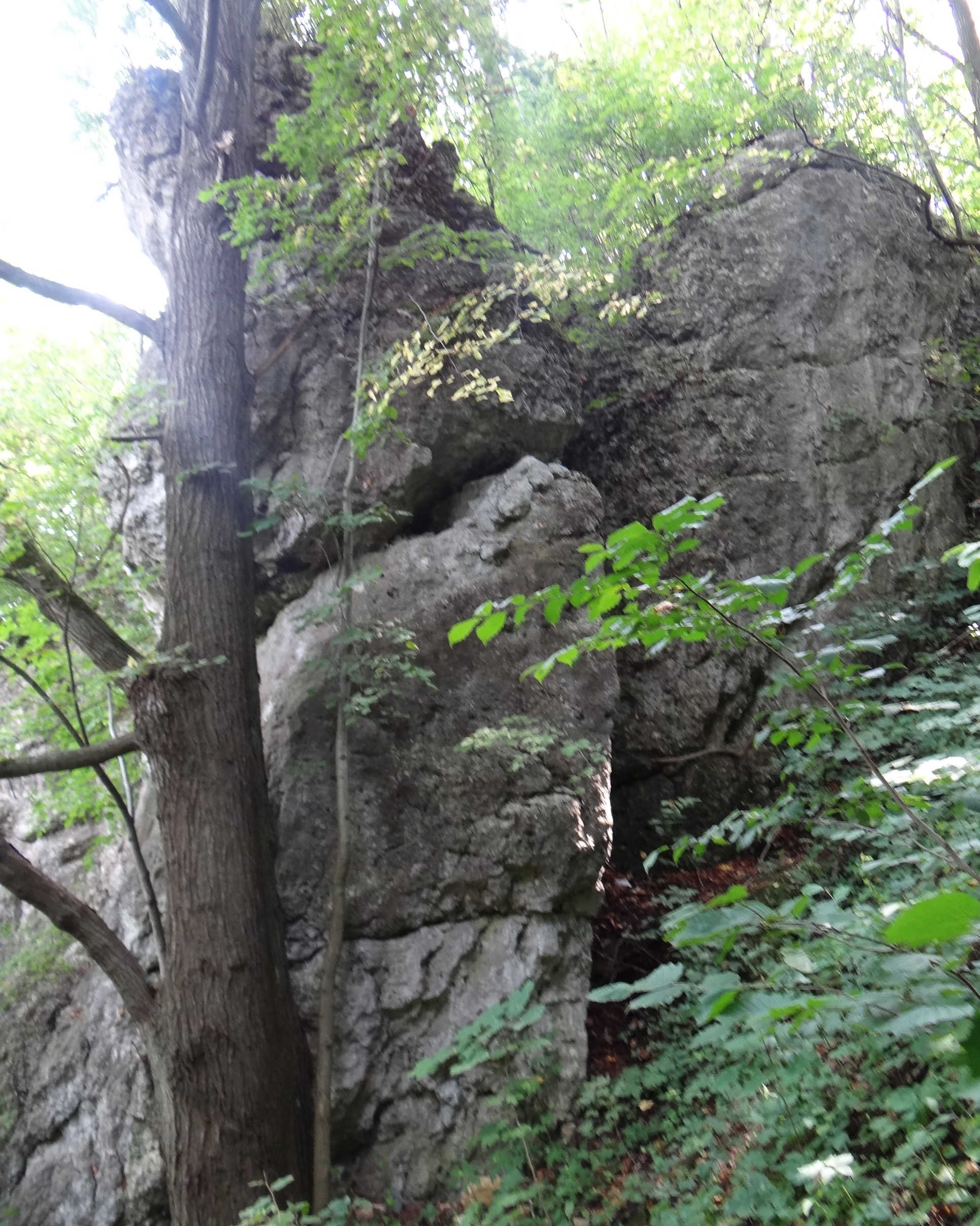
Kanapa
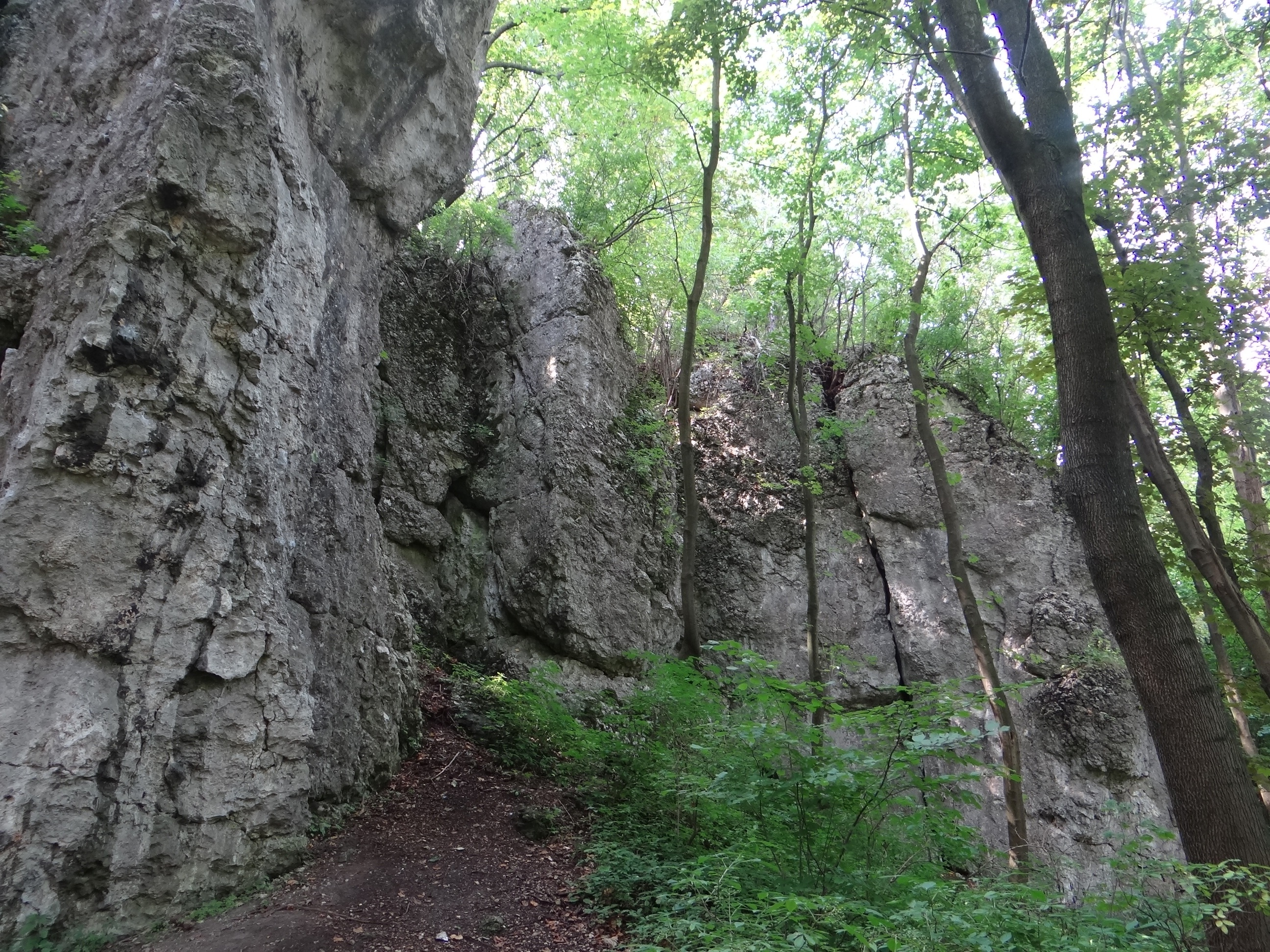
Jęzory, Siata, Kanapa

## Drogi wspinaczkowe
Zimne Płyty
1. Stopy VI.2, 12 m (4r+st),
2. Kant ze stałym warunem VI.2, 12 m (4r+st),
3. Zacietrzewiony mopsik VI.2+, 12 m (4r+st),

Jęzory
1. Lubię wspinać się z tyczką VI+, 16 m (5r+drz),
2. Krzywdzior kontra mega ślimak VI, 18 m (10r+st),
3. Bieg Ziemi V+, 15 m (4r+st),
4. Kurza stopa VI.1+, 16 m (6r+drz),
5. Ani rudy nie przehaczy VI.3, 16 m (6r+st),
6. Za ładna VI.4+, 18 m (7r+st),
7. Trad bez kości VI.4+, 18 m,
8. Nie taka ładna VI.2, 18 m (10r+st),
9. Wodospady VI.1, 18 m (7r+st),
10. Niewolnik we młynie VI.+, 18 m (5r+st),
11. Pantokreator VI.3+, 18 m (8r+st),
12. Czekając na Ixodesa VI.3+, 18 m (9r+st),
13. Prawy kant VI-, 18 m (8r+st),
14. Za płuco V+, 14 m (6r+st),
15. Z widokiem na księżyc VI+, 14 m (6r+st),
16. Jeźdźcy, a pukali psy VI.2+, 14 m (4r+st),
17. Dildo Baggins VI.3, 14 m (6r+st),
18. Mały miś i stara misica VI.2+, 14 m (7r+st),
19. Desperaci Morza Czerwonego VI.2+, 14 m (6r+st),

Siata
1. Basia VI, 13 m (5r+st),

Kanapa
1. Jareczek VI.1, 14 m (6r+st),
2. Kości zostały na dole V,,
3. Psycho VI.2, 14 m (4r+st)[1].